# Sandra Švaljek

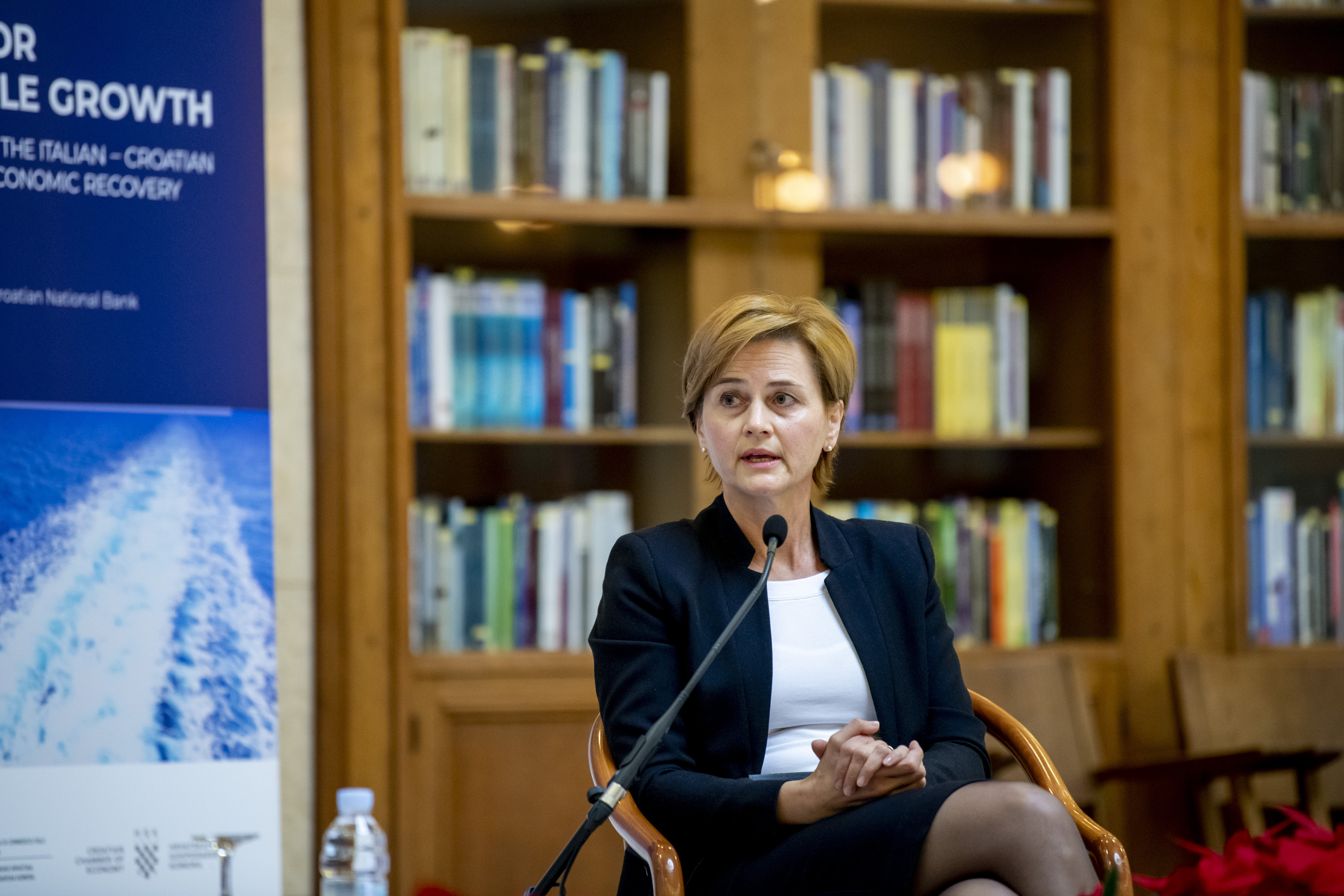
Sandra Švaljek (2020)

Sandra Švaljek (* 23. Februar 1970 in Krapina, Kroatien) ist eine kroatische Wirtschaftswissenschaftlerin, Politikerin und Stellvertretender Gouverneur der Kroatischen Nationalbank
Sie war vom 21. November 2014 bis zum 9. März 2015 kommissarische Bürgermeisterin von Zagreb.

## Leben
Švaljek promovierte 2000 mit der Dissertation „Haushaltsdefizit und die Staatsverschuldung: Politik, Theorie und Empirie“ und arbeitete anschließend am Institut für Wirtschaft, Zagreb. Sie war acht Jahre Direktorin des Instituts.
Ihre speziellen Interessengebiete sind Fiskal- und Steuerpolitik sowie die wirtschaftlichen Auswirkungen des Alterns. Von 2000 bis 2013 war sie Mitglied des Rates der Kroatischen Nationalbank.
Švaljek war von 2010 bis 2011 die Beraterin für Wirtschaft von Ministerpräsidentin Jadranka Kosor. Weiterhin ist sie Autorin und Co-Autorin zahlreicher wissenschaftlicher Arbeiten.

## Ämter
Bei den Direktwahlen vom 2. Juni 2013 wurde Švaljek zur ersten stellvertretenden Bürgermeisterin der Stadt Zagreb ernannt. Sie übte dieses Amt in der Folge bis zum 20. November 2014 und danach noch einmal vom 10. März bis zum 27. März 2015 aus.
Als ein Zagreber Gericht Bürgermeister Milan Bandić aufgrund seiner nebenamtlichen Tätigkeit des Amtes enthob, war sie zwischenzeitlich – vom 21. November 2014 bis zum 9. März 2015 – kommissarische Bürgermeisterin von Zagreb.
Nachdem Bürgermeister Bandić am 27. März 2015 die Vollmacht an seine zweite Stellvertreterin Vesna Kusin übergab, trat Švaljek von ihrer Position als erste stellvertretende Bürgermeisterin zurück. Nach dem Rücktritt kehrte sie an das Institut für Wirtschaft zurück und reaktivierte ihr Mandat in der Zagreber Stadtverordnetenversammlung.
| Personendaten    | Personendaten                                           |
| ---------------- | ------------------------------------------------------- |
| NAME             | Švaljek, Sandra                                         |
| KURZBESCHREIBUNG | kroatische Wirtschaftswissenschaftlerin und Politikerin |
| GEBURTSDATUM     | 23. Februar 1970                                        |
| GEBURTSORT       | Krapina, Kroatien                                       |